# Pero caliginosa
Pero caliginosa är en fjärilsart som beskrevs av Paul Dognin 1913. Pero caliginosa ingår i släktet Pero och familjen mätare. Inga underarter finns listade i Catalogue of Life.